# 하늘과 바다
《하늘과 바다》는 2009년에 개봉한 대한민국의 영화이다. 한편 아역배우 시절 이후 한동안 드라마에만 전념해 온 백현숙(미숙 역)이 해당 영화로 스크린 복귀를 했다. 다른 영화와는 달리 비디오와 DVD가 없다.

## 줄거리
6살 지능의 하늘은 서번트 증후군을 앓고 있지만 바이올린에 천부적인 재능을 가졌다. 하늘은 부모에게 버림받은 바다, 피자 배달부 진구를 만나 우정을 나누고 세상을 살아나간다.

## 캐스팅
- 장나라 : 하늘 역
- 쥬니 : 바다 역
- 유아인 : 진구 역
- 최정우 : 정환 역
- 백현숙 : 미숙 역
- 김현숙 : 바다 친모 역
- 이원종 : 사장 역
- 홍석천 : 헤어 디자이너 역
- 연재 : 시영 역
- 정혜원 : 미미 역
- 강수영 : 하늘 엄마 역
- 이다은 : 공연 연출가 역
- 김세진 : 승현 역
- 한지후 : 강호 역
- 정연준 : 호영 역
- 정일종 : 밴드 멤버 드럼 역
- 임세진 : 임 형사 역
- 강종영 : 형사 1 역
- 윤영배 : 형만 역
- 정수원 : 경비 역
- 신용욱 : 의사 역
- 박미영 : 간호사 역
- 최형근 : 부동산 주인 역
- 최영진 : 영업사원 역
- 육미라 : 슈퍼 주인 역
- 차현도 : 케이블 기사 역
- 전지아 : 디자이너 보조 역
- 민송아 : 시영 친구 1 역
- 김민주 : 시영 친구 2 역
- 허서영 : 어린 바다 역
- 신상엽 : 어린 진구 역
- 김대우(KBS관현악단장) : 하늘 아빠 역 (특별출연)
- 오정해 : 민 선생 역 (우정출연)
- 정재연 : 진구 누나 역 (우정출연)

## 촬영 장소
- 인천시 남동구 논현동에 있는 도미노피자 논현점에서 촬영하였다.[2]

## OST
| #   | 제목                                  | 작사         | 작곡                       | 재생 시간 |
| --- | ------------------------------------- | ------------ | -------------------------- | --------- |
| 1.  | 〈하늘과 바다〉 (장나라)              | INDIA        | 김상미, M.BARNES, K.BARNES | 3:19      |
| 2.  | 〈Happy Ending〉 (쥬니)               | INDIA        | 김상미, M.BARNES, K.BARNES | 3:19      |
| 3.  | 〈마녀 여행을 떠나다〉 (장나라)       |              |                            | 3:55      |
| 4.  | 〈If You Ask To Me〉 (장나라)         |              |                            | 4:01      |
| 5.  | 〈레몬 쿠키〉 (정재연)                | 루이, 명경미 | 장종오                     | 3:37      |
| 6.  | 〈오직 내게〉 (정재연)                | 장나라       | BOBOCHEN                   | 3:35      |
| 7.  | 〈Welcome To My Universe〉 (연재)     | 서하나       | 윤영준                     | 3:34      |
| 8.  | 〈레몬 쿠키 (Scratch Ver.)〉 (정재연) | 루이, 명경미 | 장종오                     | 3:37      |
| 9.  | 〈하늘과 바다 (Inst.)〉               |              | 김상미, M.BARNES, K.BARNES | 3:19      |
| 10. | 〈Happy Ending (Inst.)〉              |              | 김상미, M.BARNES, K.BARNES | 3:19      |
| 11. | 〈If You Ask To Me (Inst.)〉          |              |                            | 4:01      |
| 12. | 〈레몬 쿠키 (Inst.)〉                 |              | 김상미, M.BARNES, K.BARNES | 3:35      |

## 수상 및 후보
| 연도 | 시상식                           | 상/부문                               | 수상/후보자          | 결과 | 출처  |
| ---- | -------------------------------- | ------------------------------------- | -------------------- | ---- | ----- |
| 2009 | 제46회 대종상                    | 작품상                                | 하늘과 바다          | 후보 |       |
| 2009 | 제46회 대종상                    | 여우주연상                            | 장나라               | 후보 |       |
| 2009 | 제46회 대종상                    | 신인여자배우상                        | 현쥬니               | 후보 |       |
| 2009 | 제46회 대종상                    | 음악상                                | 이응도               | 후보 |       |
| 2010 | 제19회 금계백화장 금계국제영화제 | 관객들이 가장 좋아하는 해외여자배우상 | 장나라               | 수상 | [ 3 ] |
| 2010 | 티라나 국제영화제                | 작품상 (장편영화 부문)                | 하늘과 바다 (오달균) | 후보 |       |
| 2010 | 티라나 국제영화제                | 미디어상                              | 하늘과 바다 (오달균) | 수상 | [ 4 ] |